# Lars-Emil Johansen
 Der er for få eller ingen kildehenvisninger i denne artikel, hvilket er et problem. Du kan hjælpe ved at angive troværdige kilder til de påstande, som fremføres i artiklen.

Lars Emil Johansen (født 24. september 1946 i Illorsuit) er en grønlandsk politiker for Siumut, der var Grønlands landsstyreformand i perioden 1991-1997, og var før det landsstyremedlem for erhversanliggender 1979-1986. Udover sin tid i Grønlands landsstyre har han siddet i Inatsisartut i flere perioder siden oprettelsen i 1979 op til 2018, og repræsenterede Grønland i Folketinget 1973-1979 og 2001-2011. Før han trak sig fra politik ved Landstingsvalget i 2018 havde han siddet som formand for Inatsisartut siden 2013. 

## Baggrund
Født 24. september 1946 i bygden Illorsuit i Uummannaq Kommune, søn af handelsforvalter Kristian Johansen (død 1958) og distriktsjordemoder Elisabeth Johansen (medlem af Grønlands Landsråd 1959-75; død 1993). Hans mor var landets første Landsrådsmedlem. Johansen tog lærereksamen fra Ilinniarfissuaq (Grønlands Seminarium) i Nuuk 1970, og blev valgt til landsrådet året efter.

## Politisk karriere
Johansen har haft en lang og varieret politisk karriere: han var først medlem af Grønlands Landsråd, hvilket var Grønlands mest magtfulde politiske organ før Inatsisartuts oprettelse, i perioden 1971-75. Han sad også som medlem af Grønlandsrådet 1971-1979. Han var partiformand for Siumut 1987-1997, sad i Landstinget 1979-1997 og 2013-2018, sat i landsstyret for erhvervsanliggender 1979-1986 og var landsstyreformand 1991-1997 efter Jonathan Motzfeldt blev nødt til at trække sig. 
Udover posterne i Grønland var han Folketingsmedlem for Grønland fra 4. december 1973 til 23. oktober 1979, og igen fra 20. november 2001 til 15. september 2011. I den anden periode var han medlem af Den Nordatlantiske Gruppe i Folketinget 2001-2009.
Hans tid som politiker har været præget af skandaler og anklager om nepotisme. I 2025 blev han frifundet af Grønlands Landsret, efter at han tidligere på året ved en lavere retsinstans var blevet idømt seks måneders anstaltsanbringelse for sammen med Lars Møller-Sørensen at have bedraget Sermersooq Kommune for 730.000 kr. 

## Tillidshverv og udmærkelser
Udenfor politik har han siddet som bestyrelsesformand i en række virksomheder og offentlige råd: Royal Greenland 1988-91 (vicekoncernchef 1997-2001), Grønlandsfly (nu Air Greenland) 1986-91 (bestyrelsesmedlem 1973-75), Atuagagdliutit/Grønlandsposten 1971-75 og 1979-91, Ice Trawl Greenland fra 1997, Grønlands Alkohol- og Narkotikaråd fra 1999 og for Den Grønlandske Havfiskeri og Eksport Sammenslutning (APK), fra 2001. 
Han har også siddet som bestyrelsesmedlem for Grønlandsbanken 1986-91, Mercury Urval Greenland 1997-2001, Sulisa (nu Greenland Venture) fra 2000.

### Ordener
- Danmark: Kommandør af Dannebrogordenen
- Norge: Norsk Kommandør med stjerne
- Grønland: Fortjenstmedalje Nersornaat i sølv (1989) og i guld (1991)
- Rusland: Russisk medalje for Fiskeindustriarbejdere